# Clubiona tateyamensis
Clubiona tateyamensis este o specie de păianjeni din genul Clubiona, familia Clubionidae, descrisă de Hayashi, 1989. Conform Catalogue of Life specia Clubiona tateyamensis nu are subspecii cunoscute.